# Diploporaster barbatus
Diploporaster barbatus is een zee-egel uit de familie Schizasteridae.
De wetenschappelijke naam van de soort werd in 1950 gepubliceerd door Theodor Mortensen.